# Eric M. Lang
Eric M. Lang (geboren 1972) ist ein kanadischer Spieleautor, der sich vor allem auf Sammelkarten- und Fantasyspiele spezialisiert hat. Seit 2017 arbeitet er als Leiter der Spieleentwicklung des amerikanischen Spieleverlags CMON (ehemals Cool Mini or Not).

## Biografie
Eric M. Lang begann seine berufliche Karriere als Testspieler für die FASA Corporation, bevor er seine ersten eigenen Spiele veröffentlichte. Sein erstes Spiel Mystick veröffentlichte er im Jahr 2000, danach veröffentlichte er mehrere Spiele unter anderem bei Fantasy Flight Games, WizKids und CMON. Mehrere seiner Spiele wurden ausgezeichnet, so erhielt er 2002 für sein A Game of Thrones: The Card Game zwei Origin Awards. Auch Quarriors!, das er gemeinsam mit Mike Elliott entwickelte, sowie Dice Masters wurden mit diesem Preis ausgezeichnet, letzteres sowohl für eine Version mit Helden der DC Comics (DC Comics Dice Masters: War of Light) wie auch der Marvel Comics (Marvel Dice Masters: Avengers vs. X-Men). 2015 wurde das Spiel XCOM: Das Brettspiel mit der Griffin Scroll des österreichischen Spielepreises Spiel der Spiele bedacht und im Folgejahr 2016 wurde das Wikinger-Brettspiel Blood Rage sowohl auf die Empfehlungsliste des Kennerspiel des Jahres aufgenommen wie auch für den Gamers Choice Award nominiert. 2016 erhielt Lang den Diana Jones Award „for Excellence in Gaming“.
Seit April 2017 ist Eric M. Lang Leiter der Spieleentwicklung („Director of Game Design“) des amerikanischen Spieleverlags CMON. 2018 wurde er in die Hall of Fame des Origins Award aufgenommen.

## Ludographie (Auswahl)
- Mystick: Domination (2000)
- Der Eiserne Thron: Das Kartenspiel (A Game of Thrones: The Card Game) (2002)
- Frenzy (2003)
- Call of Cthulhu: The Card Game (2004)
- Der Herr der Ringe: Die Entscheidung (Lord of the Rings: The Confrontation; Überarbeitung des Brettspiels von Reiner Knizia, 2005)
- Dilbert: The Board Game (2006)
- Fantasía S.A.  (2008)
- Chaos in der alten Welt (Chaos in the Old World, 2009)
- Warhammer: Invasion (2009)
- Midgard (2009)
- Quarriors! (mit Mike Elliott, 2011)
- Star Wars: The Card Game (2012)
- Trains and Stations (2013)
- Arcadia Quest (2014)
- Dice Masters (mit Mike Elliott, 2014 bis heute)
- Kaosball: The Fantasy Sport of Total Domination (2014)
- Warhammer 40K: Conquest (2014)
- Blood Rage (2015)
- XCOM: Das Brettspiel (XCOM: The Board Game, 2015)
- Bloodborne: The Card Game (2016)
- Duelyst (2016)
- The Others (2016)
- Ancestree (2017)
- Secrets  (2017)
- Der Pate: Corleones Imperium (The Godfather: Corleone's Empire, 2017)
- A Song of Ice & Fire: Tabletop Miniatures Game (2018)
- Rising Sun (2018)
- Munchkin Collectible Card Game (mit Kevin Wilson, 2018)
- Siege of the Citadel (2019)
- Starcadia Quest (2019)
- Cthulhu: Death May Die (2019)

## Auszeichnungen
- Kennerspiel des Jahres
  - Blood Rage: Empfehlung 2016[1]
- Spiel der Spiele
  - XCOM: Das Brettspiel: Griffin Scroll 2015
- Gamers Choice Awards
  - Blood Rage: Nominierung Multiplayer 2016
- Origins Awards
  - DC Comics Dice Masters: War of Light: Best Collectible Game 2016
  - Marvel Dice Masters: Avengers vs. X-Men: Vanguard Award 2015
  - Quarriors!: Best Family, Party or Children’s Game 2013
  - A Game of Thrones: Westros Edition: Best Trading Card Game 2002
  - A Game of Thrones CCG: Ice & Fire Expansion: Best Card Game Expansion 2002

## Belege
1. 1 2  Blood Rage auf den Seiten des Spiel des Jahres e. V.; abgerufen am 27. Juni 2018.
2. ↑  The 2016 Award auf den Seiten des Diana Jones Award; abgerufen am 27. Juni 2018.
3. ↑  Blair Marnell: Eric M. Lang Joins Cool Mini Or Not as New Director of Game Design, Geek & Sundry, 14. März 2017; abgerufen am 27. Juni 2018.
4. ↑  Hall of Fame auf originsawards.net, abgerufen am 27. Januar 2021.